# 梅杰·里奇
梅杰·里奇（英語：Major Ritchie，1870年10月18日—1955年2月28日），英国男子网球运动员。他曾代表英国参加1908年夏季奥林匹克运动会网球比赛，共获得一枚金牌、一枚银牌和一枚铜牌。